# تازمالت
تازمالت بلدية بولاية بجاية شمالي الجزائر. تقع على بعد 85 كيلومتر جنوبي غربي بجاية، و50 كيلومتر شرقي بويرة، و55 كيلومتر جنوبي شرقي تيزي أوزو، و165 كيلومتر جنوبي شرقي العاصة الجزائر. تعتبر تازمالت أكبر مدينة في منطقة سهل جرجورة والرابعة في منطقة القبائل. يبلغ عدد سكانها 25 ألف نسمة.

## أعلام
- جميلة الصحراوي
- ليديا بلقاسمي

## مواضيع ذات صلة
- بلديات ولاية بجاية
- دوائر ولاية بجاية